# St. Paulus (Querenburg)

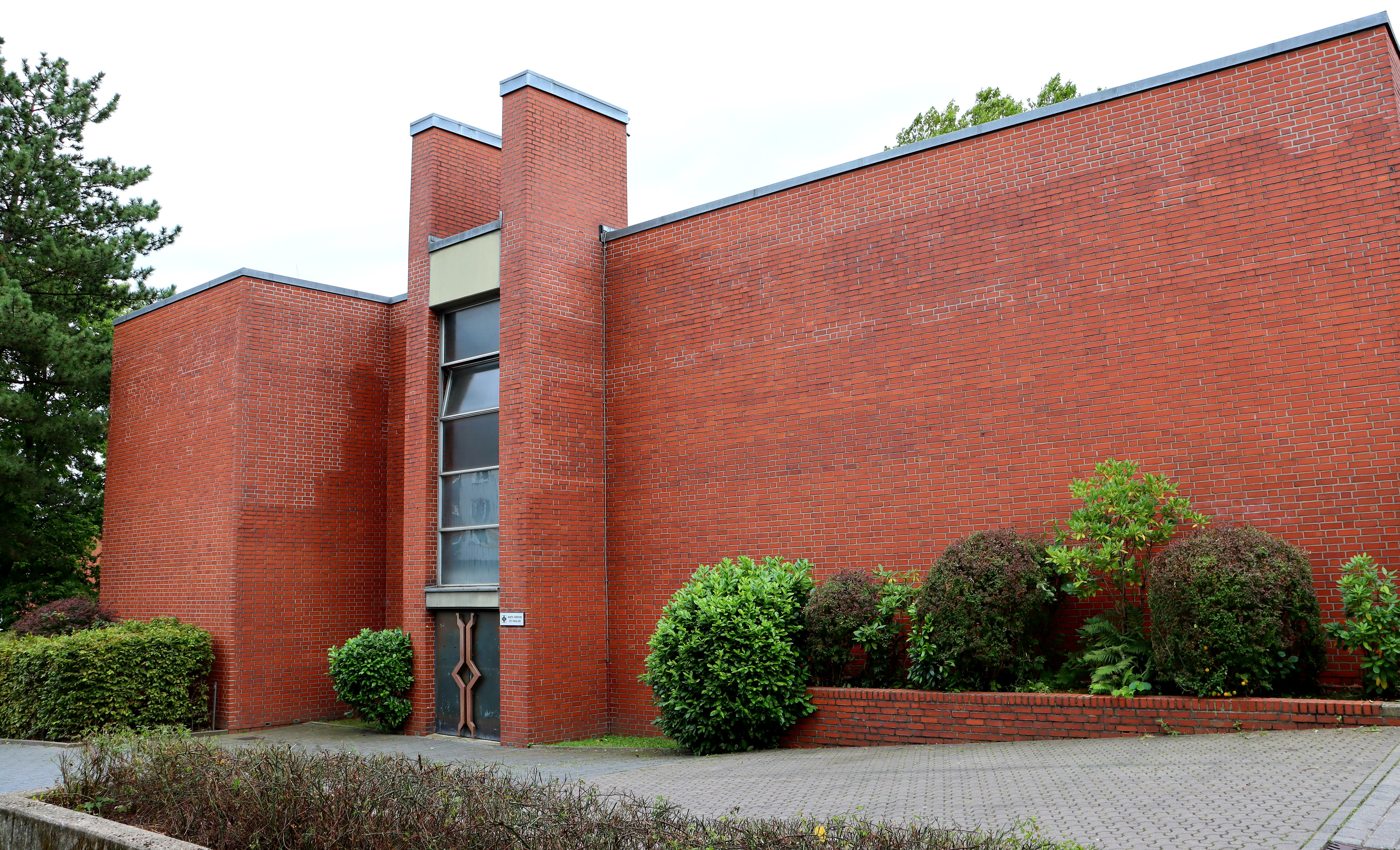
Pfarrkirche St. Paulus, 2024

Die katholische Pfarrkirche St. Paulus ist ein denkmalgeschütztes Kirchengebäude in Querenburg, einem Stadtteil von Bochum in Nordrhein-Westfalen. 

## Geschichte und Architektur
Der flach gedeckte, kubische, fast fensterlose Bau in der Hustadt wurde von 1968 bis 1972 von Alfons und Florian Leitl in ein weiträumiges Pfarrzentrum integriert. Der Backsteinbau wurde über einem quadratischen Grundriss mit traufhohen, unterschiedlich großen Annexen errichtet. Der Boden ist mit Marmor ausgelegt.
Die beiden vorspringenden Eingänge sind von die Traufe überragenden Wandscheiben gefasst. Der backsteinsichtige Innenraum ist mit einem umlaufenden Band aus Gitterziegeln unter der Flachdecke verziert. Belichtet werden die Räume durch Oberlichtschächte. Die Altarinsel ist leicht erhöht. Georg Hoffmann entwickelte aus industriellem Stahlrohr die Tabernakelstele. Der Osterleuchter wurde aus einem Spiralbohrer angefertigt. Zur weiteren Ausstattung gehören noch ein Eisenkreuz, Altar und Ambo.